# Hasbergen
Hasbergen ist eine Gemeinde im Landkreis Osnabrück in Niedersachsen mit etwa 11.000 Einwohnern.

## Geografie
Der Ort liegt teilweise im Bereich des Hüggel, der zum Landschaftsschutzgebiet Teutoburger Wald gehört. Die Höhenlage reicht von 62 m bis 228 m über NN. In Hasbergen liegt der 108 Meter hohe Rote Berg. Am nördlichen Ortsrand bildet der Wilkenbach die Grenze zur Nachbarstadt Osnabrück.

### Nachbargemeinden
Die Gemeinde grenzt
- im Norden und Osten an Osnabrück
- im Süden an Georgsmarienhütte und Hagen
- im Westen an Lotte und Tecklenburg

### Gemeindegliederung
Das heutige Hasbergen besteht aus den früher selbständigen Gemeinden Hasbergen, Gaste und Ohrbeck.
- Hasbergen (6.763 Einwohner)
- Gaste (2.515 Einwohner)
- Ohrbeck (2.060 Einwohner)

Stand 31. Dezember 2019

## Geschichte
Urkundlich erwähnt wurde Hasbergen zum ersten Mal in einer Urkunde des Klosters Corvey im Jahre 836. Der Name Hasbergen ist auf das altniederdeutsche Wort Hers oder Hors (für Ross) zurückzuführen. Herslage war der ursprüngliche Name von Gut und Burg Haslage im Südwesten des Ortes. Eine weitere Urkunde stammt aus dem Jahre 1150. Dort bekundete Bischof Philipp von Osnabrück, dass ihm Heinrich von Tecklenburg den Hof und die Kapelle Wersen und eine Zahl von Lehnsleuten mit ihrem Besitz und den darauf wohnenden Angehörigen gegen eine bestimmte Zahlung übertragen habe. Die Lage des Ortes Hasbergen im Spannungsfeld zwischen der Grafschaft Tecklenburg und dem Hochstift Osnabrück bedeutete für die Besitzer des Gutes und der Burg Haslage in diesen Zeiten viel Unsicherheit und Unruhe. Man kann davon ausgehen, dass bis zum 15. Jahrhundert außer der Burg und dem Gut Haslage in dem jetzigen Hasbergen, wobei man die früher selbständigen Gemeinden, jetzt Ortsteile, Gaste und Ohrbeck zurechnen muss, nur einzelne selbständige Bauern und abhängige Landleute lebten.
Im Jahre 1819 wurde der Augustaschacht Ohrbeck für die Erzgewinnung eingerichtet; er befindet sich an der Grenze zur Nachbargemeinde Georgsmarienhütte und diente 1944/1945 der Gestapo Osnabrück als Arbeitserziehungslager, an das heute eine Gedenkstätte erinnert.

### Ortskernneugestaltung
Durch die 2005 der Bestimmung übergebene Tunnelung der Bahnstrecke Hamburg–Köln konnten die beiden Schrankenanlagen abgeschafft werden, die zu erheblichen Verkehrsbeeinträchtigungen geführt hatten.
Im Jahre 2006 ist eine Fußgängerbrücke an der Tecklenburger Straße errichtet worden, um Umwege für Fußgänger und Radfahrer zu verkürzen. Im Jahre 2010 wurde der Kindergarten Kunterbunt um eine Kinderkrippe erweitert. Im Jahre 2011 wurden der Bahnhof und das angrenzende Gelände weitgehend umgebaut. Es entstanden neue Parkbereiche. Das ehemalige Bahnhofsgebäude wird nun als Bürogebäude genutzt.
In den Jahren 2011/2012 wurde das Gemeindehaus der evangelischen Kirche vollständig abgerissen und an gleicher Stelle neu gebaut.
Im Rahmen der Ortskernneugestaltung wird eine Umgestaltung des Ortskernes vorangetrieben. Nach jahrelanger Planung und einer umfangreichen Bürgerbeteiligung haben im 2021 im Ortszentrum die Arbeiten zum Bau eines neuen Rathauses. Bereits fertiggestellt ist das neue Boardinghaus neben den künftigen Rathaus. In dem Gebäude befindet sich zudem eine Versicherungsagentur. Abgeschlossen ist auch der Neubau des Feuerwehrhauses für die Freiwillige Feuerwehr. Im Mai 2023 sollte die Neugestaltung der Ortsdurchfahrt der Kreisstraße 305 (Tecklenburger Straße) beginnen.

### Eingemeindungen
Im Zuge der Verwaltungs- und Gebietsreform schlossen sich die Gemeinden Gaste und Ohrbeck am 1. Januar 1971 freiwillig der Einheitsgemeinde Hasbergen an.

### Einwohnerentwicklung

Bevölkerungsentwicklung seit 1987

Die folgende Übersicht zeigt die Einwohnerzahlen von Hasbergen im jeweiligen Gebietsstand und jeweils am 31. Dezember.
Bei den Zahlen handelt es sich um Fortschreibungen des Landesbetriebs für Statistik und Kommunikationstechnologie Niedersachsen auf Basis der Volkszählung vom 25. Mai 1987.
Bei den Angaben aus den Jahren 1961 (6. Juni) und 1970 (27. Mai) handelt es sich um die Volkszählungsergebnisse einschließlich der Orte, die am 1. Januar 1971 eingegliedert wurden.
| Jahr | Einwohner |
| ---- | --------- |
| 1961 | 5.842     |
| 1970 | 7.485     |
| 1987 | 9.226     |
| 1990 | 9.717     |
| 1995 | 10.494    |
| 2000 | 10.851    |
| 2005 | 11.141    |
| 2010 | 11.383    |
| 2011 | 11.286    |
| 2015 | 10.901    |
| 2017 | 10.944    |
| 2018 | 10.936    |
| 2020 | 11.022    |

### Religionen
In Hasbergen gibt es sowohl eine evangelisch-lutherische wie auch eine römisch-katholische Kirchengemeinde. Zur evangelischen Christusgemeinde gehören rund 4000 Mitglieder. Sie verfügt neben der Christuskirche über ein Gemeindehaus. Diese steht im Ortszentrum auf dem Kirchberg. Sie ist damit ein Wahrzeichen der Gemeinde. Das Gotteshaus wurde 1900 eingeweiht. Außerdem befindet sich neben der Kirche die Kindertagesstätte Kunterbunt. Zudem betreibt sie im Ortsteil Gaste die Kindertagesstätte Gaster Zauberhaus.
Die römisch-katholische St. Josefsgemeinde  hat ihre Kirche an der Kolpingstraße im Ortsteil Ohrbeck. Dort steht auch das Gemeindehaus. Daneben betreibt sie dort einen Kindertagesstätte. Die St. Josefsgemeinde bildet mit den Osnabrücker Gemeinden St. Wiho und St. Elisabeth die Pfarrgemeinde St. Elisabeth. Die heutige Kirche entstand 1961 weil die bis dahin genutzte St. Josefskapelle zu klein wurde. Die St. Josefsgemeinde hat heute rund 3400 Mitglieder. Die Statistik der politischen Gemeinde weist außerdem 400 evangelisch-reformierte Bürger aus.

### Feuerwehr
Die Gemeinde Hasbergen verfügt über eine Freiwillige Feuerwehr. Sie wird durch den Gemeindebrandmeister und seinen Stellvertreter geführt. Bis 1972 hatte sie ihren Standort an der Osnabrücker Straße (L 89). Von 1972 bis 2021 war sie in einem damals neugebauten Feuerwehrhaus im Ortszentrum untergebracht. Im Oktober 2021 ist sie in ein ebenfalls im Ortszentrum neugebautes Feuerwehrhaus umgezogen. Die Feuerwehr verfügt über folgende Einsatzfahrzeuge: Einsatzleitfahrzeug, TLF 2000, HLF 16/12, Gerätewagen Logistik und ein Mannschaftstransportfahrzeug. Außerdem gibt es eine Jugendfeuerwehr.

## Politik

### Gemeinderat
Der Gemeinderat hat gegenwärtig 28 Mitglieder aus vier Parteien. Hinzu kommt der Bürgermeister als stimmberechtigtes Mitglied des Rates.
Die folgende Tabelle zeigt die Kommunalwahlergebnisse seit 1996.
| Rat der Gemeinde Hasbergen: Wahlergebnisse und Gemeinderäte | Rat der Gemeinde Hasbergen: Wahlergebnisse und Gemeinderäte | Rat der Gemeinde Hasbergen: Wahlergebnisse und Gemeinderäte | Rat der Gemeinde Hasbergen: Wahlergebnisse und Gemeinderäte | Rat der Gemeinde Hasbergen: Wahlergebnisse und Gemeinderäte | Rat der Gemeinde Hasbergen: Wahlergebnisse und Gemeinderäte | Rat der Gemeinde Hasbergen: Wahlergebnisse und Gemeinderäte | Rat der Gemeinde Hasbergen: Wahlergebnisse und Gemeinderäte | Rat der Gemeinde Hasbergen: Wahlergebnisse und Gemeinderäte | Rat der Gemeinde Hasbergen: Wahlergebnisse und Gemeinderäte | Rat der Gemeinde Hasbergen: Wahlergebnisse und Gemeinderäte | Rat der Gemeinde Hasbergen: Wahlergebnisse und Gemeinderäte | Rat der Gemeinde Hasbergen: Wahlergebnisse und Gemeinderäte | Rat der Gemeinde Hasbergen: Wahlergebnisse und Gemeinderäte | Rat der Gemeinde Hasbergen: Wahlergebnisse und Gemeinderäte | Rat der Gemeinde Hasbergen: Wahlergebnisse und Gemeinderäte | Rat der Gemeinde Hasbergen: Wahlergebnisse und Gemeinderäte | Rat der Gemeinde Hasbergen: Wahlergebnisse und Gemeinderäte | Rat der Gemeinde Hasbergen: Wahlergebnisse und Gemeinderäte |
| width=100 | CDU                                                         | CDU                                                         | SPD                                                         | SPD                                                         | GRÜNE                                                       | GRÜNE                                                       | FDP                                                         | FDP                                                         | UWG                                                         | UWG                                                         | Einzel- bewerber                                            | Einzel- bewerber                                            | Sonstige                                                    | Sonstige                                                    | Gesamt                                                      | Gesamt                                                      | Wahl- beteiligung                                           |                                                             |
| Wahlperiode | %                                                           | Mandate                                                     | %                                                           | Mandate                                                     | %                                                           | Mandate                                                     | %                                                           | Mandate                                                     | %                                                           | Mandate                                                     | %                                                           | Mandate                                                     | %                                                           | Mandate                                                     | %                                                           | Gesamtanzahl der Sitze im Rat                               | %                                                           |                                                             |
| --- | ----------------------------------------------------------- | ----------------------------------------------------------- | ----------------------------------------------------------- | ----------------------------------------------------------- | ----------------------------------------------------------- | ----------------------------------------------------------- | ----------------------------------------------------------- | ----------------------------------------------------------- | ----------------------------------------------------------- | ----------------------------------------------------------- | ----------------------------------------------------------- | ----------------------------------------------------------- | ----------------------------------------------------------- | ----------------------------------------------------------- | ----------------------------------------------------------- | ----------------------------------------------------------- | ----------------------------------------------------------- | ----------------------------------------------------------- |
| 1996–2001 | 41,4                                                        | 12                                                          | 44,7                                                        | 12                                                          | 09,1                                                        | 2                                                           | 4,8                                                         | 1                                                           | —                                                           | —                                                           | —                                                           | —                                                           | —                                                           | —                                                           | 100                                                         | 27                                                          | 67,3                                                        |                                                             |
| 2001–2006 | 40,2                                                        | 11                                                          | 37,6                                                        | 10                                                          | 07,3                                                        | 2                                                           | 9,2                                                         | 2                                                           | 5,6                                                         | 1                                                           | —                                                           | —                                                           | —                                                           | —                                                           | 100                                                         | 26                                                          | 56,4                                                        |                                                             |
| 2006–2011 | 36,6                                                        | 10                                                          | 44,8                                                        | 13                                                          | 05,1                                                        | 2                                                           | 4,3                                                         | 1                                                           | 4,5                                                         | 1                                                           | 4,7                                                         | 1                                                           | —                                                           | —                                                           | 100                                                         | 28                                                          | 57,0                                                        |                                                             |
| 2011–2016 | 33,0                                                        | 9                                                           | 49,6                                                        | 15                                                          | 11,2                                                        | 3                                                           | 2,3                                                         | 0                                                           | —                                                           | —                                                           | —                                                           | —                                                           | 3,8                                                         | 1                                                           | 100                                                         | 28                                                          | 52,7                                                        |                                                             |
| 2016–2021 | 25,2                                                        | 7                                                           | 44,1                                                        | 12                                                          | 9,3                                                         | 2                                                           | 4,3                                                         | 1                                                           | —                                                           | —                                                           | —                                                           | —                                                           | 17,1                                                        | 4                                                           | 100                                                         | 26                                                          | 55,0                                                        |                                                             |
| 2021–2026 | 32,2                                                        | 9                                                           | 45,2                                                        | 13                                                          | 15,3                                                        | 4                                                           | 4,3                                                         | 2                                                           | —                                                           | —                                                           | 1,9                                                         | 0                                                           | —                                                           | —                                                           | 100                                                         | 28                                                          | 63,9                                                        |                                                             |
| Prozentanteile gerundet. Quellen: Landesbetrieb für Statistik und Kommunikationstechnologie Niedersachsen, Landkreis Osnabrück. Die Ergebnisse der Wahl 2021 stammen von Votemanger.kdo.de. Bei unterschiedlichen Angaben in den genannten Quellen wurden die Daten des Landesbetrieb für Statistik und Kommunikationstechnologie verwendet, da diese eine insgesamt höhere Plausibilität aufweisen. |                                                             |                                                             |                                                             |                                                             |                                                             |                                                             |                                                             |                                                             |                                                             |                                                             |                                                             |                                                             |                                                             |                                                             |                                                             |                                                             |                                                             |                                                             |

### Bürgermeister
Hauptamtlicher Bürgermeister der Gemeinde Hasbergen ist aktuell Adrian Schäfer (SPD).
Bei der Bürgermeisterwahl als Stichwahl am 26. September 2021 wurde er mit 68,30 % der Stimmen zum neuen Bürgermeister von Hasbergen gewählt. Adrian Schäfer hat sein Amt am 1. November 2021 angetreten. Seine Amtszeit dauert, wie die des Rates, 5 Jahre und damit bis zum Herbst 2026.
- seit 1. November 2021 Adrian Schäfer (SPD)[15]
- 2014–2021 Holger Elixmann (CDU)
- 1996–2014 Frank Stiller (SPD)[16], ab 1999 hauptamtlich
- 1970–1996 Günter Fischer (SPD), ab dem 1. Januar 1971 Bürgermeister der Einheitsgemeinde

#### Bürgermeister der ehemaligen Gemeinde Hasbergen (bis 1971)
- 1952–1970 Wilhelm Bardelmeier (SPD)[17]

### Gemeindedirektoren
Das Amt des Gemeindedirektors entfiel 1999 mit der Einführung des hauptamtlichen Bürgermeisters.
- 1981–1999 Manfred Steiner
- 1949–1981 Kurt Schüttler

### Wappen
Das Wappen zeigt einen von Gold und Schwarz im Wolkenschnitt schräg links geteilten Wappenschild, in verwechselten Farben oben ein Hufeisen, unten Hammer und Schlegel schräg gekreuzt.

### Gemeindepartnerschaften
- Tomblaine, Frankreich, seit 1987
- Gelenau/Erzgeb., Sachsen, seit 1990
- Comprachtschütz, Polen, seit 1996

## Kultur und Sehenswürdigkeiten

### Museen
In Hasbergen gibt es ein Museum:

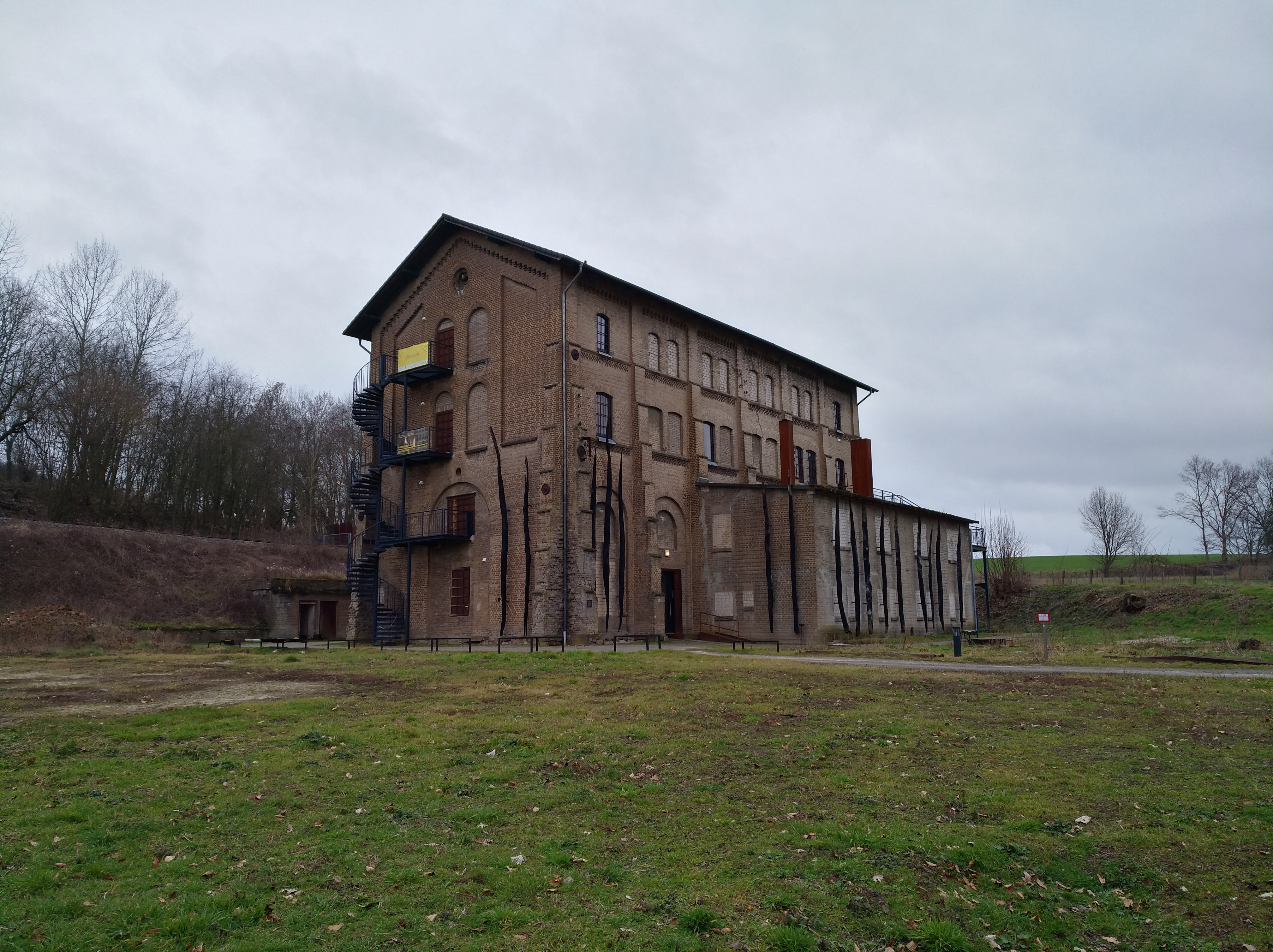
Gedenkstätte Augustaschacht

- Die Gedenkstätte Augustaschacht befindet sich im Ortsteil Ohrbeck. Das Hauptgebäude diente in der Zeit des Nationalsozialismus als Arbeitserziehungslager der Gestapo Osnabrück.
- Das ursprüngliche zweite Museum Geozentrum Hüggel lag im ehemaligen Kino Schierke auf dem Roten Berg. Es beherbergte Gesteine und Fossilien, die bei Ausgrabungen im Teutoburger Wald gefunden worden sind. Das Museum musste geschlossen und die Ausstellungsstücke ausgelagert werden.

### Sport
In Hasbergen gibt es das Naturbad Hasbergen, zwei Tennisvereine, den Tennisverein Hasbergen (TVH) und den Hasberger Tennisclub (HTC) sowie die zwei großen Sportvereine SV Ohrbeck und die Spvg. Gaste-Hasbergen. Außerdem ist der Reit- und Fahrverein Hasbergen hier zu Hause. Und es gibt den Hasberger Badminton Club.

## Wirtschaft und Infrastruktur
Hasbergen besteht überwiegend aus Wohngebieten. Im Ortsteil Gaste existiert ein Gewerbegebiet. Dort hat auch der große Landmaschinenhersteller Amazone seinen Sitz. Ebenfalls existieren entlang der Eisenbahn einzelne Geschäfte.

### Unternehmen
- Amazonen-Werke
- EG-Fleischwarenfabrik Dieter Hein GmbH & Co. KG

### Verkehr
- Der Bahnhof Hasbergen liegt an der Bahnstrecke Wanne-Eickel–Hamburg. Im SPNV wird dieser vom Rhein-Haard-Express Düsseldorf–Münster–Osnabrück (RE 2, DB Regio) und der Teuto-Bahn Münster–Osnabrück (RB 66, Eurobahn) jeweils im Stundentakt bedient, so dass sich ungefährer Halbstundentakt ergibt. Am  Bahnhof zweigt die nur noch im Güterverkehr genutzte Strecke zur Georgsmarienhütte ab. Die Hüttenbahn bediente im Gebiet der heutigen Gemeinde die drei Bahnhöfe Hasbergen-Hüttenbahnhof (gegenüber vom DB-Bahnhof Hasbergen), Hasbergen-Wulfskotten, Hasbergen-Ohrbeck, Augustaschacht. Von 1887 bis 1926 verkehrte zwischen Hasbergen und der Zeche Perm bei Ibbenbüren die Perm-Bahn, deren Strecke in der Zeit des Zweiten Weltkriegs erneut Verwendung als Umgehungsbahn für den Osnabrücker Hauptbahnhof fand.
- Der weitere ÖPNV wird durch die VOS mit Bussen erbracht sowie von einer VGM-Linie in Gaste-Nord. In regelmäßigem Taktverkehr haben daher alle Ortsteile eine Busanbindung nach Osnabrück; ferner gibt es von Hasbergen Busverbindungen nach Hagen am Teutoburger Wald und von Gaste-Nord nach Lotte.
- Hasbergen liegt im Bereich der Bundesautobahnen A 1 und A 30.
- Der Flughafen Münster/Osnabrück befindet sich in 25 km Entfernung.

## Bildung
In Hasbergen gibt es vier Kindergärten mit angeschlossenen Kinderkrippen: der Kindergarten Kunterbunt in Trägerschaft der evangelisch-lutherischen Kirche, der Kindergarten St. Josef in Ohrbeck in Trägerschaft der katholischen Kirche, das Gaster Zauberhaus der evangelisch-lutherischen Kirche sowie den AWO-Kindergarten am Schulzentrum Am Roten Berg.
Die Grundschule Hüggelschule hat zwei Standorte. Der Hauptstandort befindet sich am Schulzentrum Am Roten Berg, die Nebenstelle in Gaste. Die Hasberger Oberschule Am Roten Berg ist eine Ganztagsschule und ist, wie schon der Name aussagt, am Schulzentrum Am Roten Berg beheimatet.

## Persönlichkeiten

### Söhne und Töchter der Gemeinde
- Heinrich Hackmann (1864–1935), Theologe, Religionshistoriker, Sinologe
- Wilhelm Pleister (1902–1977), deutscher Jurist und Bankier

### Persönlichkeiten, die mit der Gemeinde verbunden sind
- Karl-Theodor zu Guttenberg (* 1971), besitzt seit 2019 einen Gutshof in Hasbergen
- Kathrin Wahlmann (* 1977), Politikerin (SPD), seit 2022 Niedersächsische Justizministerin